# Andreas Kümmert

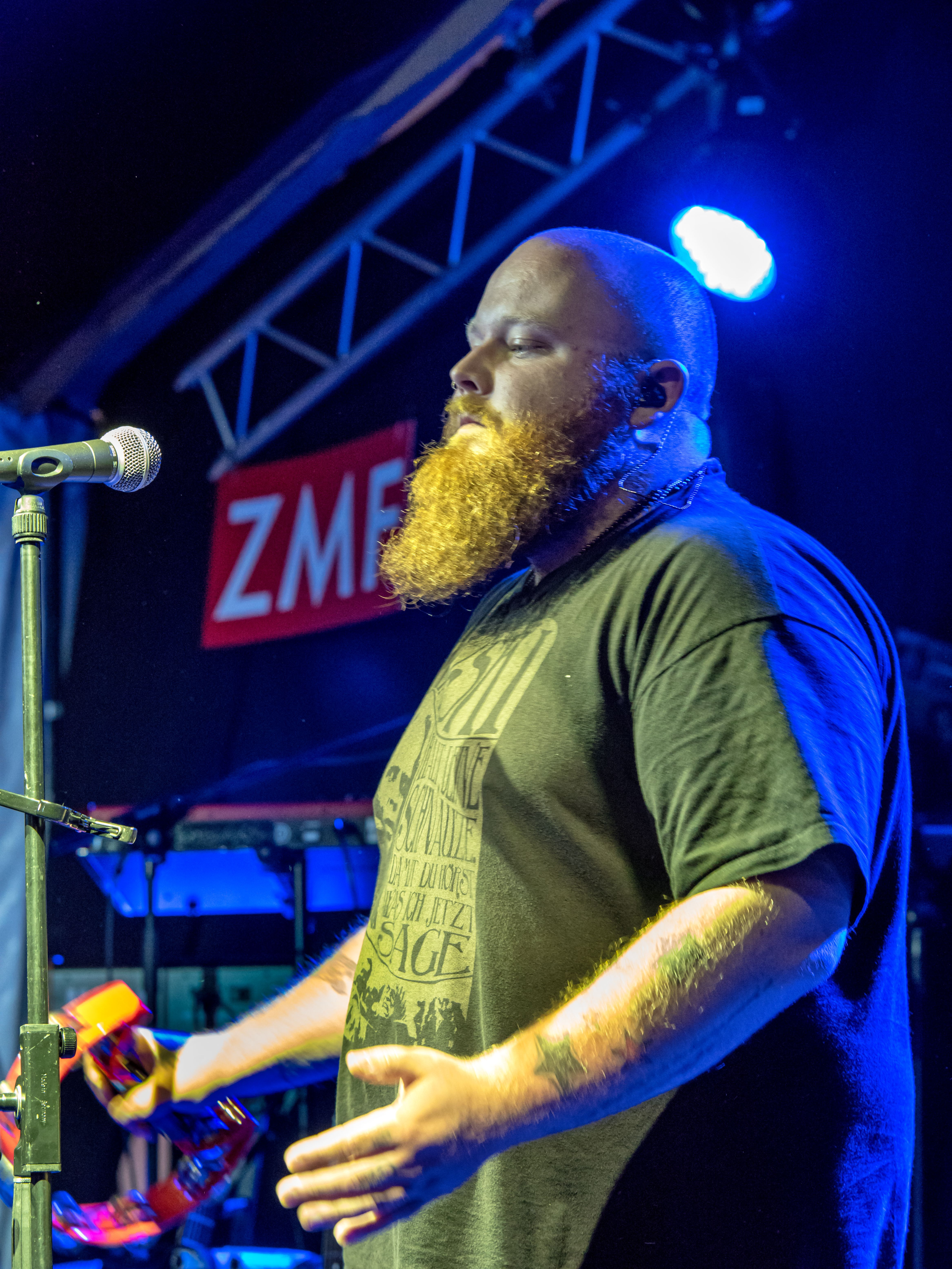
Zelt-Musik-Festival 2016 Freiburg, Duitsland

Andreas Kümmert (Gemünden am Main, 20 juli 1986) is een Duits muzikant.
Hij speelde vanaf 2004 in bands. In 2013 won hij het derde seizoen van The Voice of Germany. Kümmert won op 5 maart de Duitse voorronde voor het Eurovisiesongfestival 2015; Unser Song für Österreich. Hij zag echter af van deelname waardoor de nummer twee Ann Sophie aangewezen werd als Duitse deelnemer.

## Discografie

### Albums
- Blood / Sweat for Reality (2007, eigen beheer)
- Colliding Shadows and Holes in the Sky (2008, eigen beheer)
- The Jack Rivers Story (2009, eigen beheer)
- Smilin' in Circles (ep, 2010)
- The Mad Hatter's Neighbour (2012, heruitgave in 2014)
- Here I Am (2014)